# Gedangan (Sukagumiwang)
Gedangan is een bestuurslaag in het regentschap Indramayu van de provincie West-Java, Indonesië. Gedangan telt 3336 inwoners (volkstelling 2010).